# Tomice (województwo małopolskie)
Tomice – wieś w Polsce położona w województwie małopolskim, w powiecie wadowickim, w gminie Tomice, której jest siedzibą.
| SIMC    | Nazwa     | Rodzaj    |
| ------- | --------- | --------- |
| 0072821 | Łęg       | część wsi |
| 0072838 | Patryja   | część wsi |
| 0072844 | Piekło    | część wsi |
| 0072850 | Podlesie  | część wsi |
| 0072867 | Rzyczki   | część wsi |
| 0072873 | Trybulec  | część wsi |
| 0072880 | Wilkowice | część wsi |

Wieś leży na północ od Wadowic, na obszarze Pogórza Śląskiego. We wsi znajduje się szkoła podstawowa.

## Historia
Najstarsza osada na terenie wsi powstała na przełomie XII i XIII wieku na wzgórzu Patrya (od czeskiego patrita – obserwować?). Pierwsza wzmianka o [Vyczone de] Thomic pochodzi z 1438. Nazwa patronimiczna pochodzi od imienia Toma (imię wzmiankowane np. w 1429 jako Thoma Schober). W akcie sprzedaży księstwa oświęcimskiego widniał Jan Ugecz z Tomic, którego potomkowie rozwijali gospodarkę stawową. Od 1522 wieś należała do Brandysów herbu Radwan, a następnie właśność ta rozdrobniła się a wieś stała się zlepkiem tzw. zaścianków.
W latach 1975–1998 miejscowość położona była w województwie bielskim.